# Poison (The Prodigy)
Poison is een nummer door The Prodigy, uitgebracht op 6 maart 1995 als de negende single van de band. Het was de vierde single van het album Music for the Jilted Generation. 
Maxim Reality is de zanger van dit nummer.